# Ariane et Barbe-bleue

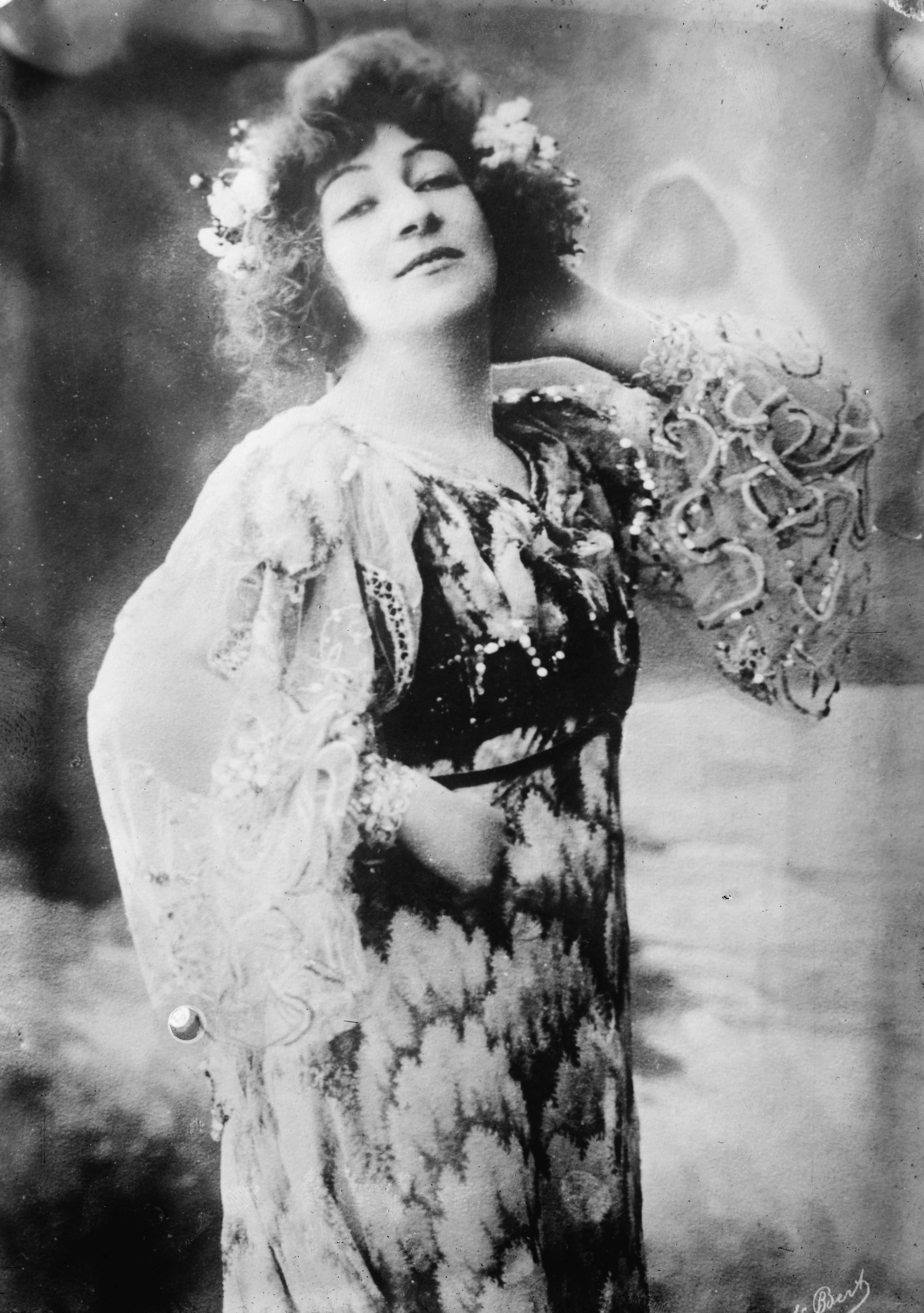
Georgette Leblanc, che ha creato il ruolo di Ariane

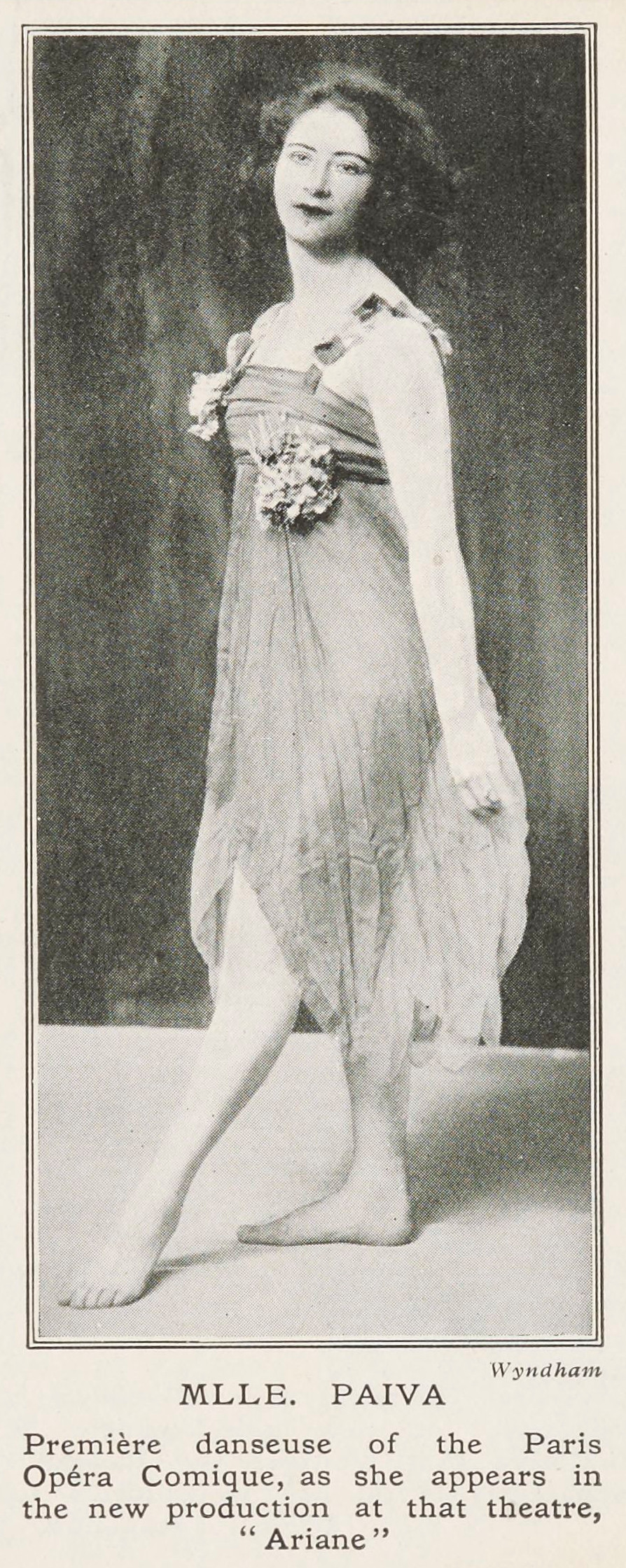
Mlle. Paiva as Ariane - Parigi 10 maggio 1907

Ariane et Barbe-bleue (Arianna e Barbablù) è un'opera in tre atti di Paul Dukas. Il libretto francese è adattato (con pochissime modifiche) dalla commedia simbolista omonima di Maurice Maeterlinck, a sua volta liberamente ispirata al racconto letterario francese La Barbe bleue di Charles Perrault.

## Storia
Dukas era rimasto impressionato dall'opera di Maeterlinck quando fu pubblicata per la prima volta nel 1899. Maeterlinck si era inizialmente riservato i diritti di usare Ariane come libretto per Edvard Grieg. Quando Grieg abbandonò i suoi piani di comporre l'opera, Maeterlinck la offrì allora a Dukas. Dukas lavorò alla partitura tra il 1899 e il 1906.
L'opera è stata spesso paragonata all'opera di Debussy Pelléas et Mélisande (1902), anch'essa basata su un'opera di Maeterlinck; Debussy aveva praticamente finito la sua partitura quando Dukas iniziò a lavorare sulla sua. I nomi delle cinque ex mogli di Barbe-bleue sono presi da precedenti opere di Maeterlinck: Sélysette da Aglavaine et Sélysette (1896), Alladine da Alladine et Palomides (1894), Ygraine e Bellangère da La morte di Tintagiles (1894) e Mélisande da Pelléas et Mélisande. Dukas, che conosceva bene Debussy, ha effettivamente preso in prestito tre battute dall'opera di Debussy per accompagnare la prima menzione di Mélisande, sebbene il personaggio sia minore nell'opera di Dukas. Ariane prende il nome dalla leggenda di Arianna e del labirinto cretese, sebbene combini i ruoli sia di Arianna che di Teseo, che liberarono le vergini ateniesi prigioniere del Minotauro proprio mentre Ariane libera - o cerca di liberare - le mogli di Barbablù.
Fu eseguita in anteprima all'Opéra Comique di Parigi il 10 maggio 1907. Gli spettacoli nella seconda metà del XX secolo sono stati rari.

## Storia delle esecuzioni
Ariane et Barbe-bleue fu presentata in anteprima alla Salle Favart di Parigi dall'Opéra Comique il 10 maggio 1907 con la compagna di Maeterlinck, Georgette Leblanc, nel ruolo della protagonista. Fu diretta da Alexander von Zemlinsky alla Wiener Volksoper il 2 aprile 1908. Arnold Schönberg ed i suoi allievi Alban Berg e Anton Webern erano tra il pubblico e espressero la loro ammirazione per la musica. Altre rappresentazioni seguirono a Bruxelles (1909), New York e Milano (1911), Buenos Aires (1912) e Madrid (1913). La prima britannica non ebbe luogo fino al 20 aprile 1937 (alla Royal Opera House, Covent Garden, Londra). L'Oper Frankfurt diede una nuova produzione nella sua stagione 2007-2008 e l'Opéra National de Paris ha portato il lavoro in Giappone nel luglio 2008, insieme a un'altra sola opera a lunghezza intera, nel primo tour della compagnia in quel paese; Il Gran Teatre del Liceu (Barcellona) fece una nuova produzione nel giugno 2011, la sua prima a teatro. Esistono cinque registrazioni ed una registrazione di una suite orchestrale, preparata da Arturo Toscanini e rappresentata per la prima volta in una trasmissione del 1947 dalla NBC Symphony Orchestra.

## Ruoli
| Ruolo                                   | Registro vocale | Cast della prima, 10 May 1907 (Direttore: François Ruhlmann) |
| --------------------------------------- | --------------- | ------------------------------------------------------------ |
| Ariane                                  | soprano         | Georgette Leblanc                                            |
| La nutrice                              | contralto       | Cécilie Thévenet                                             |
| Barbe-bleue                             | basso           | Félix Vieuille                                               |
| Sélysette, una delle mogli di Barbablù  | contralto       | Suzanne Brohly                                               |
| Ygraine, una delle mogli di Barbablù    | soprano         | Marthe Bakkers                                               |
| Mélisande, una delle mogli di Barbablù  | soprano         | Hélène Demellier                                             |
| Bellangère, una delle mogli di Barbablù | soprano         | Berg                                                         |
| Alladine, una delle mogli di Barbablù   | mimo            | Régina Badet                                                 |
| Un vecchio contadino                    | basso           | Louis Azéma                                                  |
| Secondo contadino                       | tenore          | Lucazeau                                                     |
| Terzo contadino                         | basso           | Tarquini                                                     |
| Coro: Paesani, Folla                    |                 |                                                              |

## Trama

### Atto 1
Scena: una vasta e sontuosa sala semicircolare nel castello di Barbe-bleue
Ariane è destinata ad essere la sesta moglie di Barbe-bleue. Quando lei e la sua nutrice arrivano al castello di Barbe-bleue, vengono accolte (fuori scena) da un coro di contadini che chiedono a gran voce la morte di Barbe-bleue perché credono che abbia ucciso le sue ex mogli. Ariane è convinta che siano ancora vive. Dichiara: Il m'aime, je suis belle, et j'aurai son secret. D'abord il faut désobéir: c'est le premier devoir quand l'ordre est menaçant et ne s'explique pas. - Les autres ont eu tort et les voilà perdues pour avoir hésité. ("Mi ama, sono bella e scoprirò il suo segreto. Prima bisogna disobbedire: è il dovere primordiale quando un ordine è minaccioso e inspiegabile. - Le altre si sono sbagliate e ora si sono perse perché hanno esitato").
Barbe-bleue le ha dato sette chiavi delle sue stanze del tesoro: le sei d'argento che le è permesso usare, ma la settima chiave d'oro è proibita. Ariane dice che questa è l'unica chiave che conta e va a cercare la settima porta mentre la sua nutrice apre le altre. La nutrice gira la serratura della prima porta e una cascata di gioielli e altri tesori fuoriesce. La seconda porta rivela una "pioggia di zaffiri"; la terza, un "diluvio di perle"; la quarta, una "cascata di smeraldi"; la quinta, "un funesto torrente di rubini". Ariane non è impressionata dalle gemme, sebbene il contenuto della sesta, "valanghe di diamanti giganteschi", le susciti un grido di meraviglia ("O mes clairs diamants!"). La sesta porta rivela anche la cripta contenente la settima ad Ariane. Ignorando l'avvertimento della sua nutrice, gira la chiave d'oro nella serratura. All'inizio non rivela nient'altro che oscurità, poi "i suoni soffocati di canti lontani si alzano dalle viscere della terra e si diffondono per tutta la sala". Sono le voci delle altre mogli di Barbe-bleue che cantano una canzone popolare "Les cinq filles d'Orlamonde" ("Le cinque ancelle di Orlamonde"). La nutrice è terrorizzata e cerca di chiudere di nuovo la porta ma non riesce a spostarla mentre le voci si avvicinano. Alle ultime parole della canzone, Barbe-bleue entra nella sala. Accusa Ariane: Vous aussi... ("Anche tu ..."). Lei risponde, Moi surtout ("Io soprattutto"). Lui le dice che per colpa della sua disobbedienza sta abbandonando la felicità che le ha offerto. Lei gli risponde: "La felicità che voglio non può prosperare nell'ombra". Barbe-bleue la prende per un braccio e cerca di trascinarla verso la settima porta. Mentre lo fa, i contadini furiosi rompono le finestre e irrompono nella sala per affrontare Barbe-bleue, che estrae la spada in difesa. Ma Ariane con calma si rivolge alla folla e chiede loro "Cosa volete? - Non mi ha fatto del male" prima di chiudere loro la porta.

### Atto 2
Scena: una vasta sala sotterranea, inizialmente avvolta in un'oscurità quasi completa
La settima porta si è chiusa dietro Ariane e la nutrice. Esplorano l'oscurità con l'aiuto di una lampada. Ariane non ha paura e crede che Barbe-bleue le libererà di sua spontanea volontà: Il est blessé, il est vaincu, mais il l'ignore encore... ("È ferito, è sconfitto, ma non sa ancora... "). Trova le altre mogli nascoste nell'oscurità, vestite di stracci e terrorizzate, ma vive. Le abbraccia e dice che è venuta a liberarle. Chiede loro se hanno cercato di scappare. Una moglie (Sélysette) risponde: On ne pourrait pas fuir; car tout est bien fermé; et puis c'est défendu ("Non potremmo; tutto è sbarrato e chiuso a chiave; inoltre è vietato.") Chiede i loro nomi e loro li danno, tranne Alladine che è straniera e incapace di parlare. Gocce d'acqua dalla volta spengono la lampada di Ariane e loro vengono immerse nell'oscurità. Ma Ariane pensa di riuscire a distinguere una debole fonte di luce e si avvicina a tentoni. Scopre che è una finestra di vetro colorato ricoperta di sporcizia. Prendendo una pietra, rompe i vetri uno ad uno ed è abbagliata dalla luce che entra. Le mogli la seguono. Possono sentire il suono del mare, il vento tra gli alberi e il canto degli uccelli. Guardano un paesaggio di campagna verde mentre l'orologio di un villaggio suona il mezzogiorno. Ariane dice loro di non avere paura ma di seguire i gradini di pietra che conducono al mondo esterno.

### Atto 3
Scena: la stessa dell'Atto 1
Le magiche difese del castello hanno impedito alle mogli di scappare e si ritrovano nell'atrio, ma sono felici finché sono con Ariane. Barbe-bleue non si vede da nessuna parte. Ariane è certa che presto saranno liberate. Aiuta le altre mogli a decorarsi con i gioielli delle sei porte. La nutrice entra e dice loro che Barbe-bleue sta arrivando. Guardano attraverso le finestre solo per vedere la carrozza di Barbe-bleue caduta in un'imboscata dei contadini ribelli. La guardia del corpo di Barbe-bleue viene abbattuta e lui viene picchiato duramente. Ariane li supplica di non ucciderlo ma non possono sentire. I contadini abbattono la porta del castello ed entrano con Barbe-bleue legato. Tacciono alla vista delle sue mogli e cedono volentieri il loro prigioniero ad Ariane in modo che possa "vendicarsi". Lei li ringrazia e li convince a lasciare il castello. Le mogli si prendono cura delicatamente del Barbe-bleue ferito prima che Ariane tagli i suoi legami con un pugnale. Barbe-bleue è libero e guarda in silenzio Ariane. Lei gli dice "Addio". Lui fa un debole tentativo di fermarla, poi cede. Ariane chiede alle altre mogli se vogliono seguirla: La forêt et la mer nous appellent de loin et l'aurore se penche aux voûtes de l'azur, pour nous montrer un monde inondé d'espérance... ("La foresta e il mare stanno chiamando da lontano e l'alba si sta diffondendo sui cieli azzurri e rivelerà un mondo pieno di speranza... "). Nessuna di loro accetta l'offerta e Ariane parte da sola con la sua nutrice. Le mogli si guardano l'un l'altra, poi Barbe-bleue, che alza lentamente la testa.

## Incisioni

### Opera completa
- Ariane et Barbe-bleue, Berthe Montmart (Ariane), Xavier Depraz (Barbe-bleue), Marie Luce Bellary (la nutrice), Janine Capderou (Sélysette), Denise Boursin (Ygraine), Nadine Sautereau (Mélisande), Claudine Collard (Bellangère); Coro e Orchestra, direttore Tony Aubin (Parigi, 1968/Gala, 2003)
- Ariane et Barbe-bleue, Katherine Ciesinski (Ariane), Gabriel Bacquier (Barbe-bleue), Mariana Paunova (la nutrice), Hanna Schaer (Sélysette), Anne-Marie Blanzat (Ygraine), Jocelyne Chamonin (Mélisande), Michèle Command (Bellangère); Chœur et Nouvel Orchestre Philharmonique de Radio France, direttore Armin Jordan (Parigi, 1983 / Érato, 1983)
- Ariane et Barbe-bleue, Marilyn Schmiege (Ariane), Roderick Kennedy (Barbe-bleue), Jocelyn Taillon (la nutrice), Cynthia Buchan (Sélysette), Monique Baudoin (Ygraine), Mitsuko Shirai (Mélisande), Francine Laurent (Bellangère); Kölner Rundfunkchor, Kölner Rundfunk-Sinfonie-Orchester, direttore Gary Bertini (Colonia, 1986 / Capriccio, 2011)
- Ariane et Barbe-bleue, Debora Polaski (Ariane), Kwangchul Youn (Barbe-bleue), Jane Henschell (la nutrice), Ruxandra Donose (Sélysette), Stella Grigorian (Bellangère); Slovak Philharmonic Choir, Radio Symphonieorchester Wien, direttore Bertrand de Billy (Vienna, 2006 / Oehms Classics, 2006)
- Ariane et Barbe-bleue, Lori Phillips (Ariane), Peter Rose (Barbe-bleue), Patricia Bardon (la nutrice), Ana James (Ygraine), Daphné Touchais (Mélisande), Sarah-Jane Davies (Bellangère), Laura Vlasak Nolen (Sélysette); BBC Symphony Orchestra, BBC Singers, direttore Leon Botstein (Watford, 2007 / Telarc, 2007)

### Suite
- Ariane et Barbe-bleue, suite, NBC Symphony Orchestra e Coro, direttore Arturo Toscanini, 1947 Concerto radiofonico NBC (Urania)[5]

## Galleria costumi di Marcel Mültzer

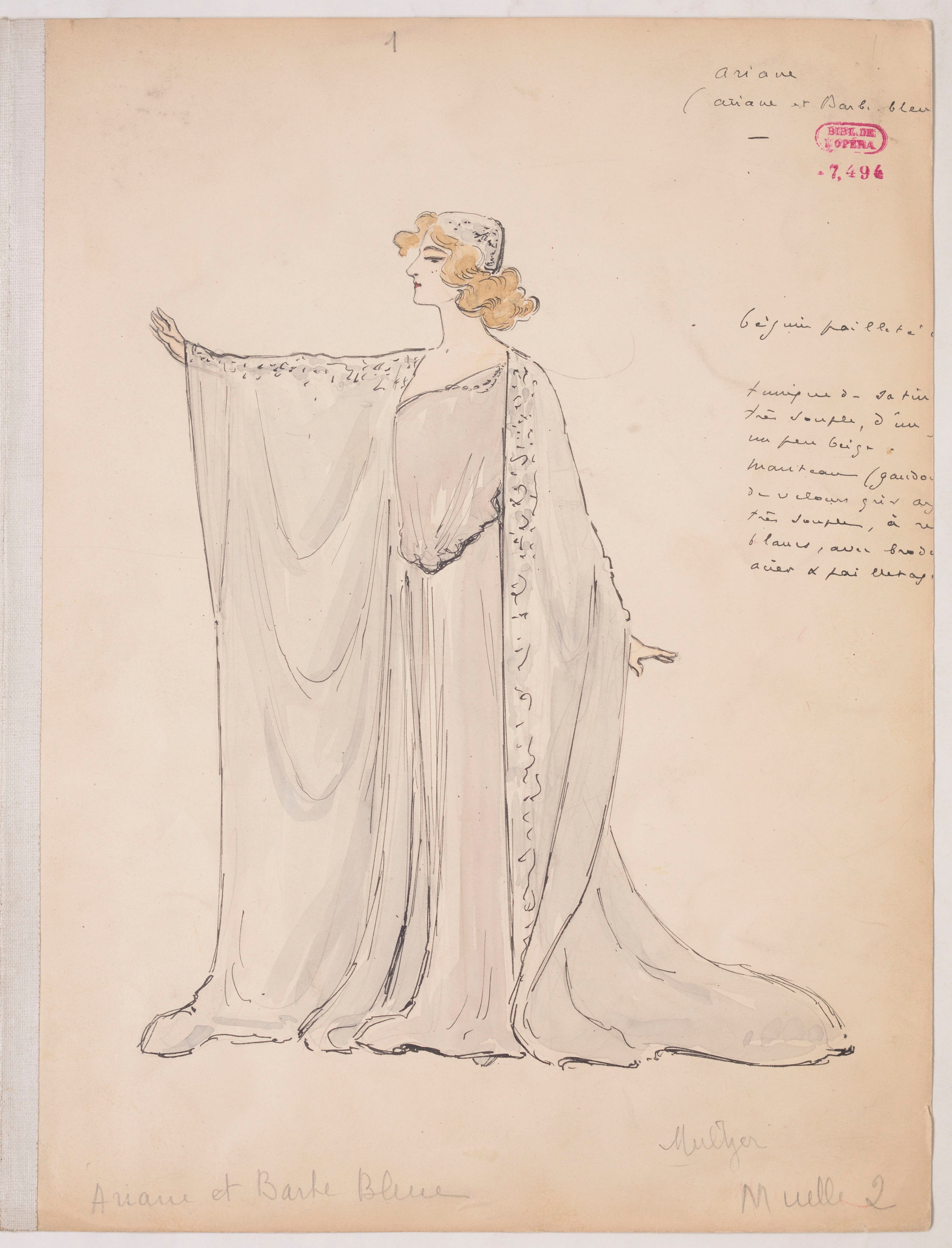
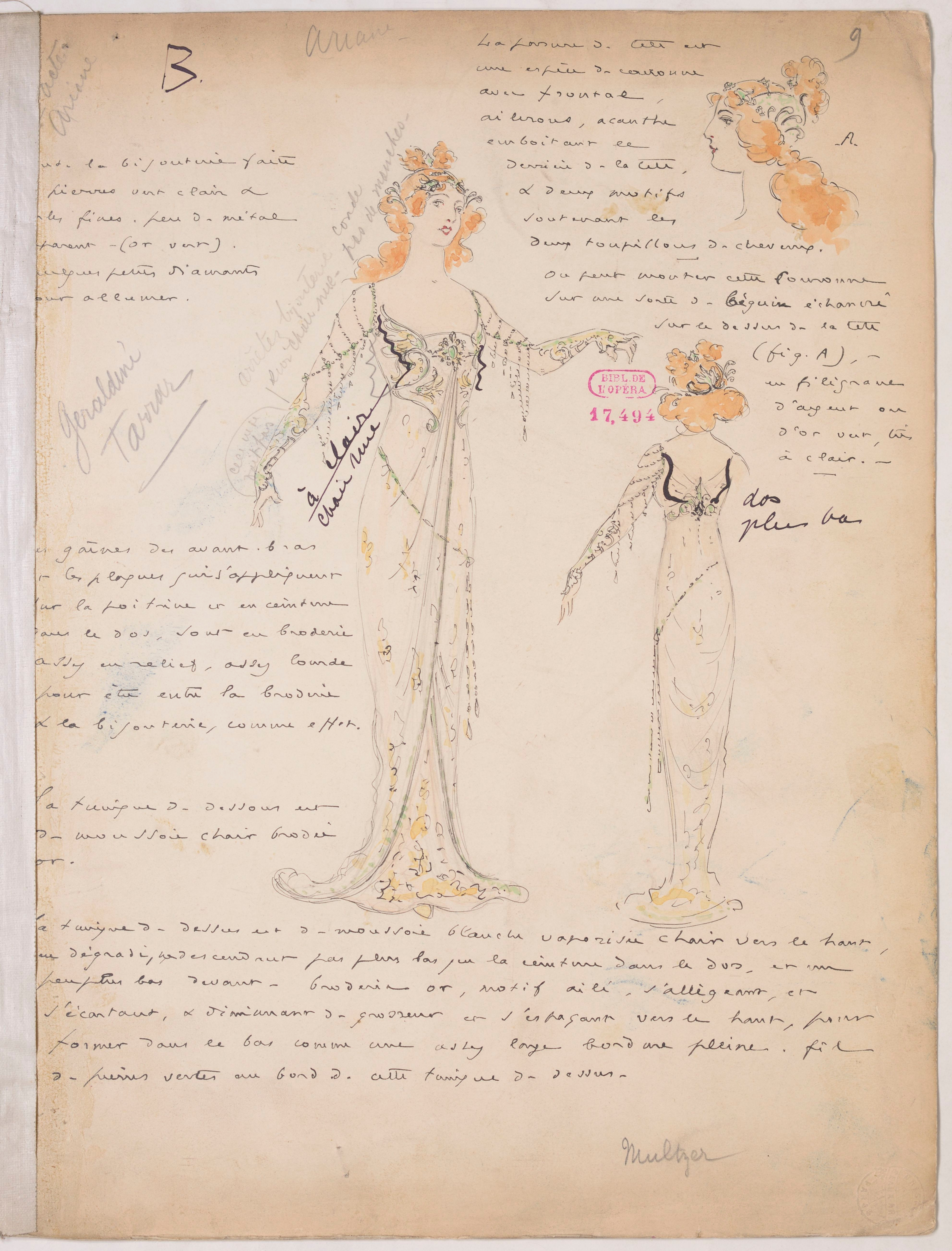
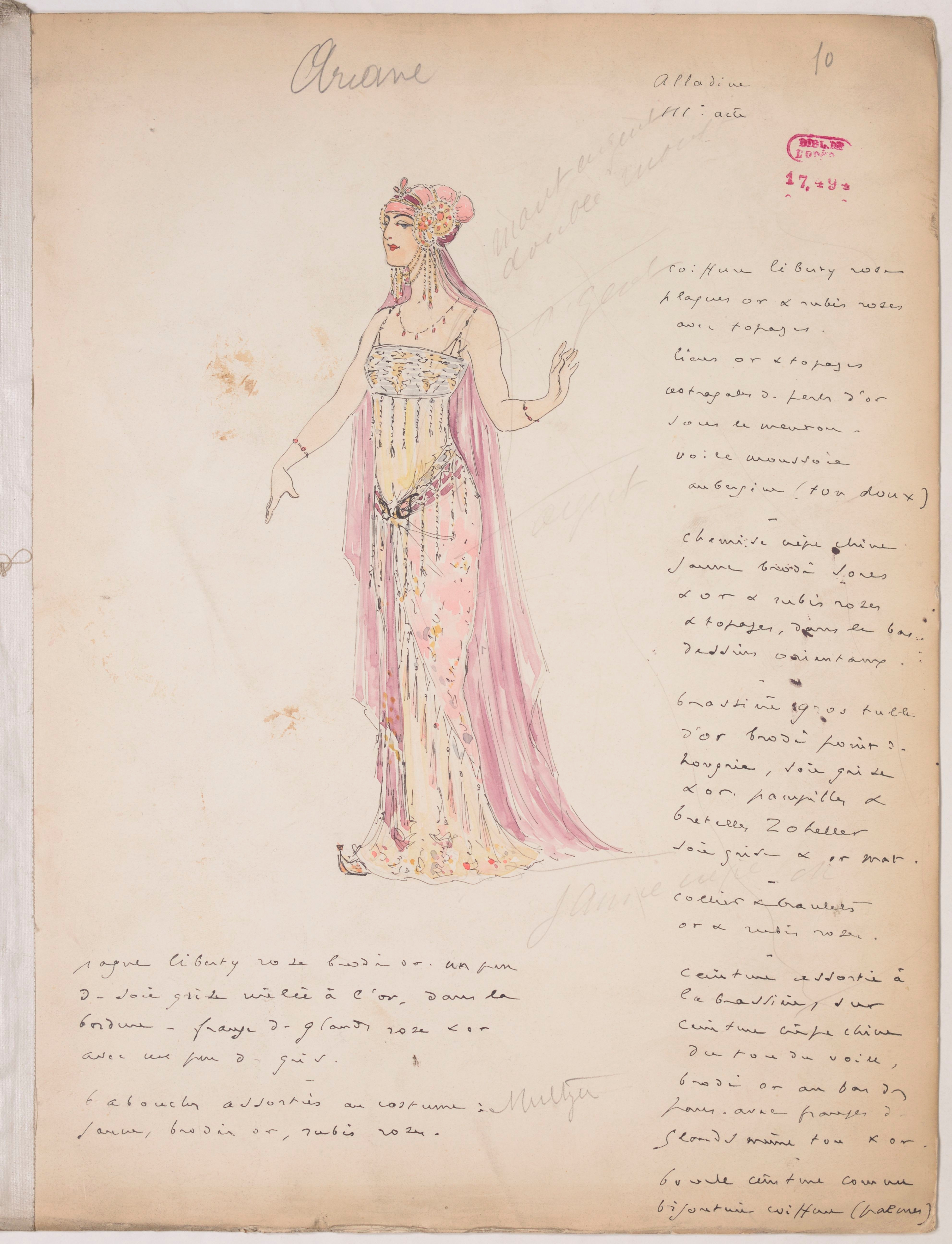
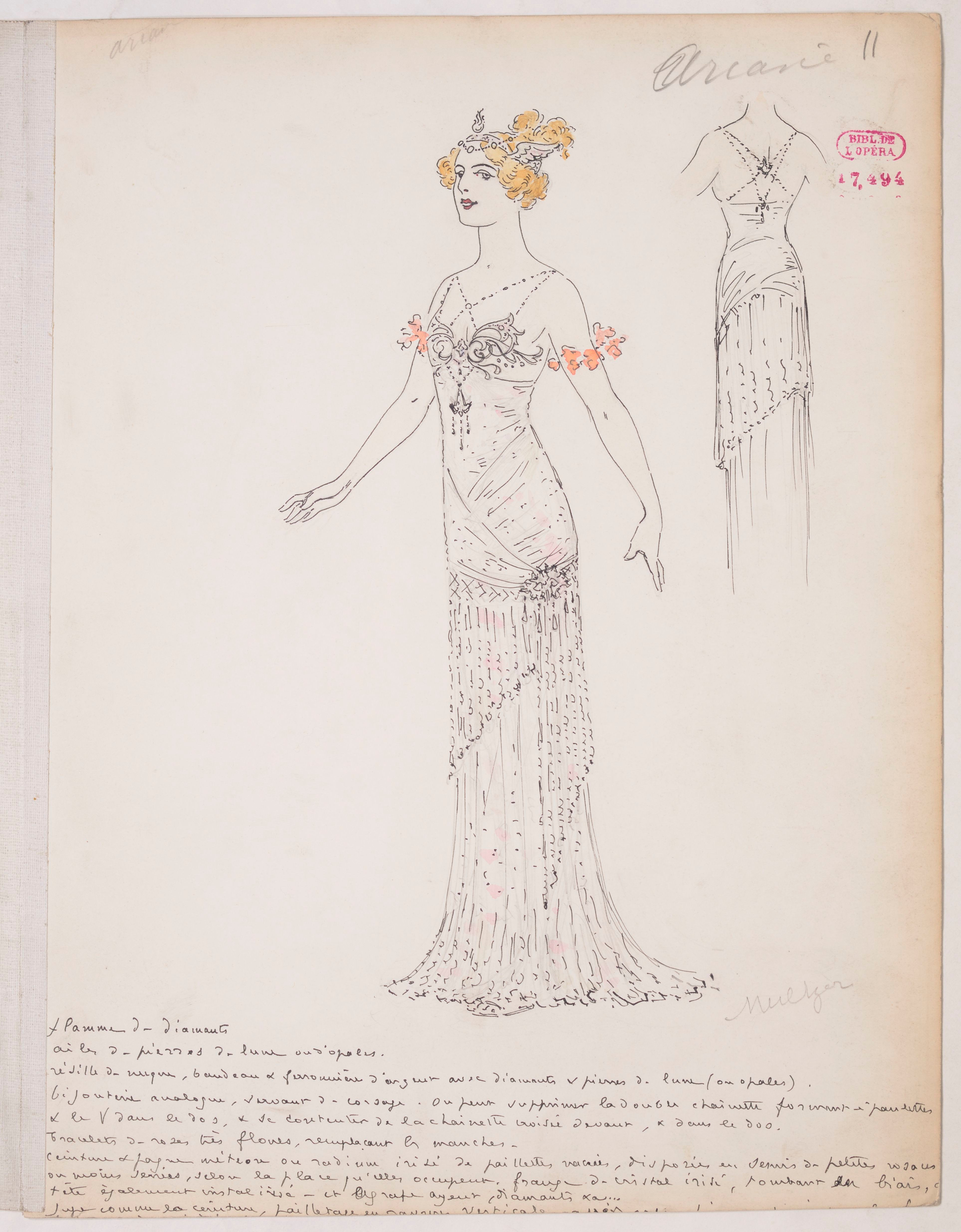
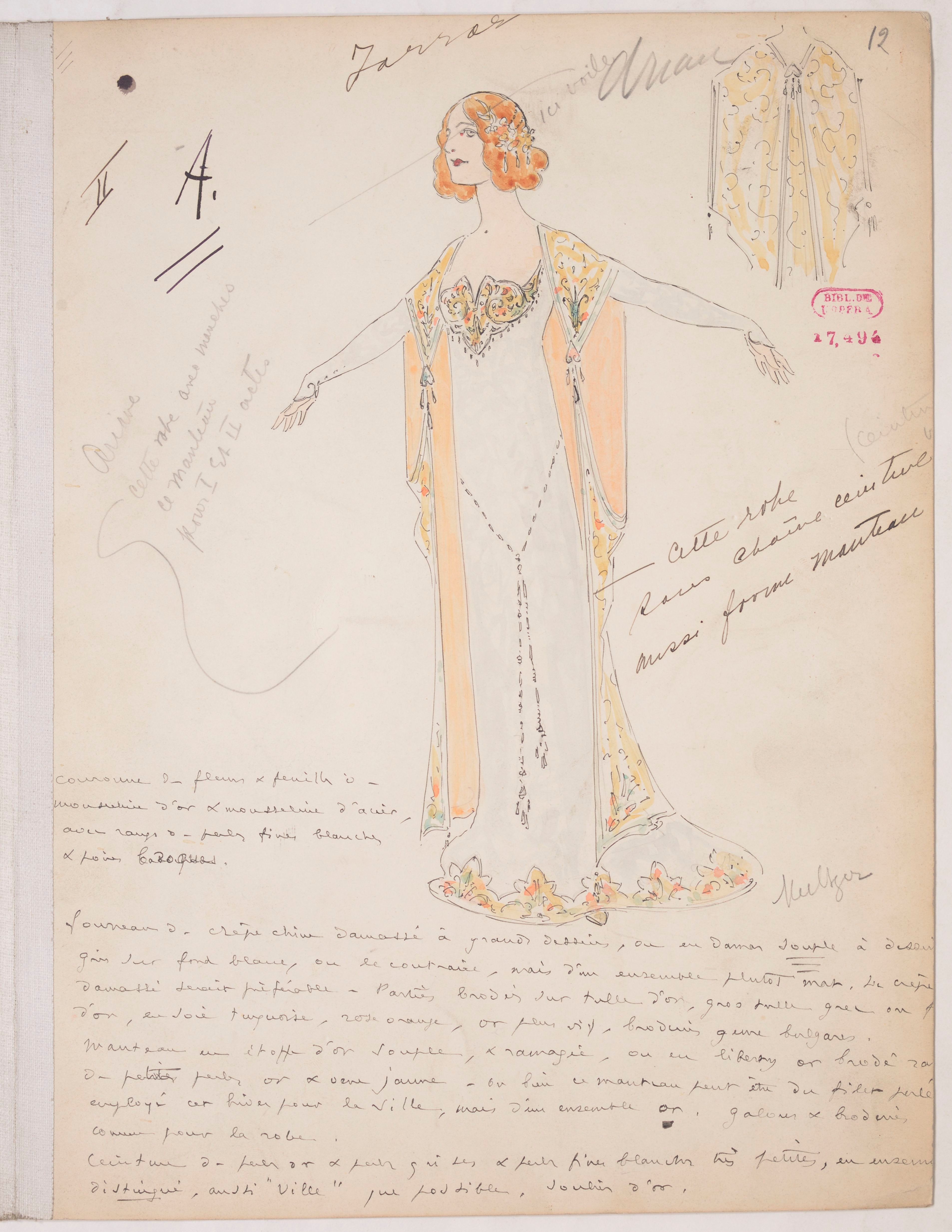
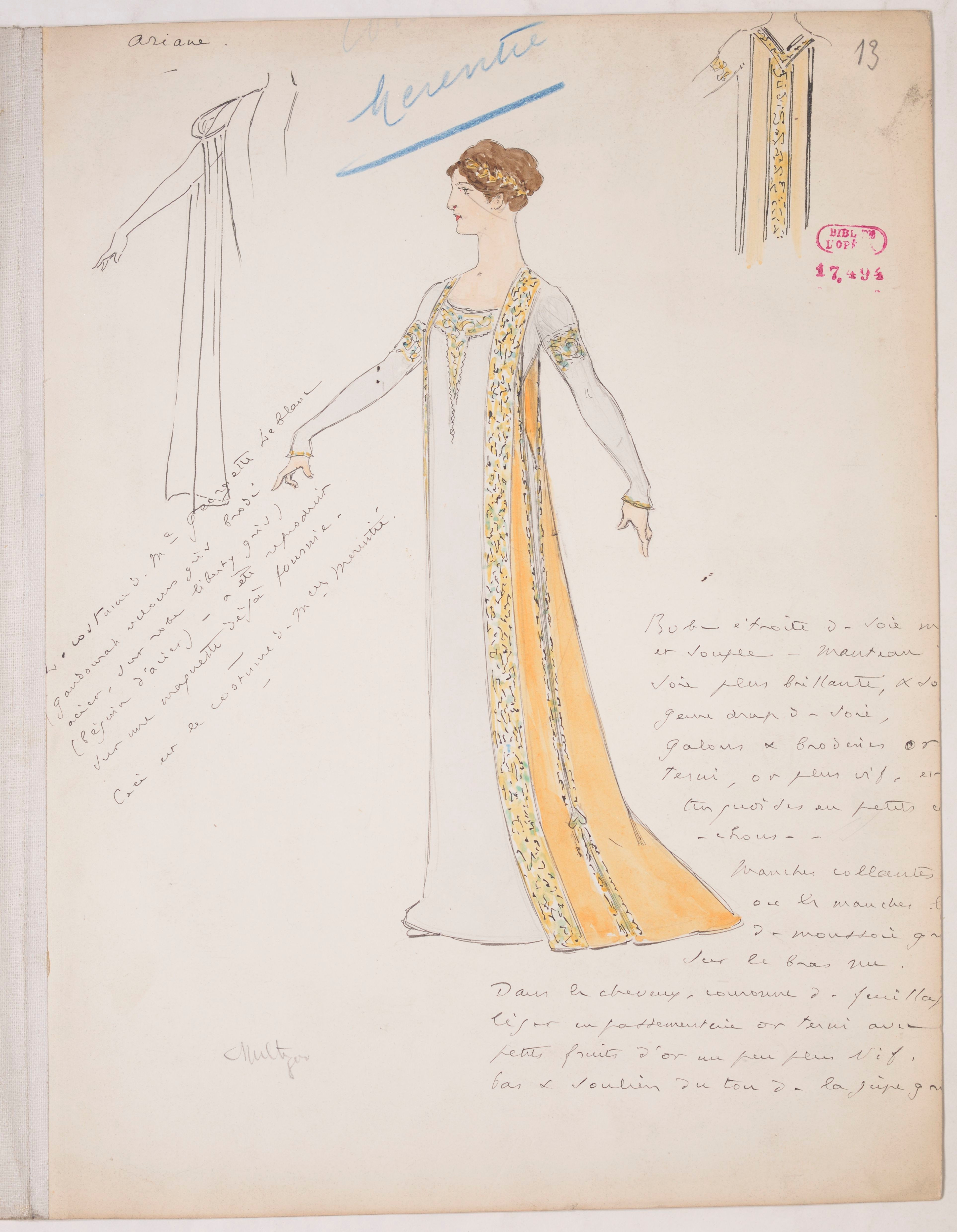
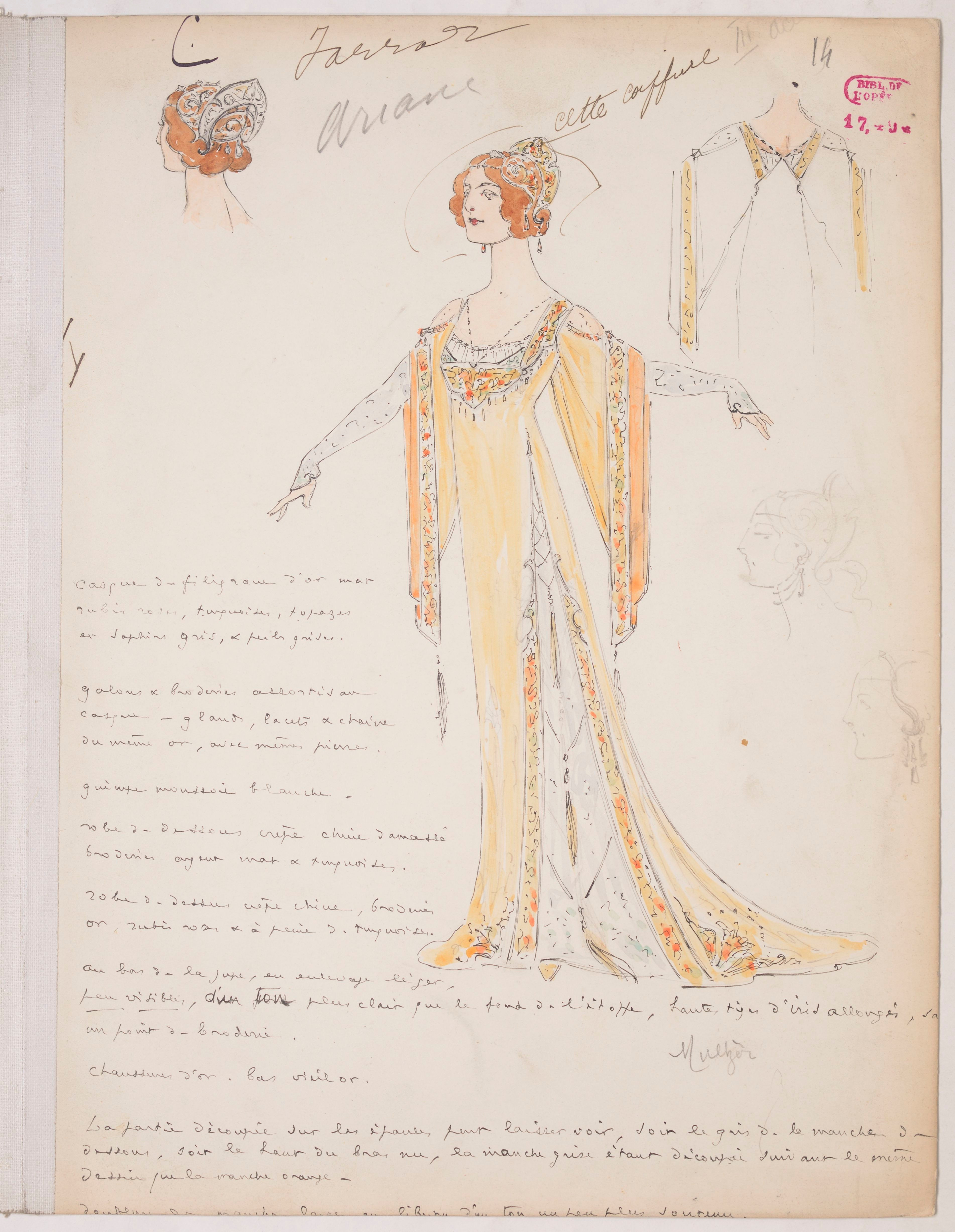
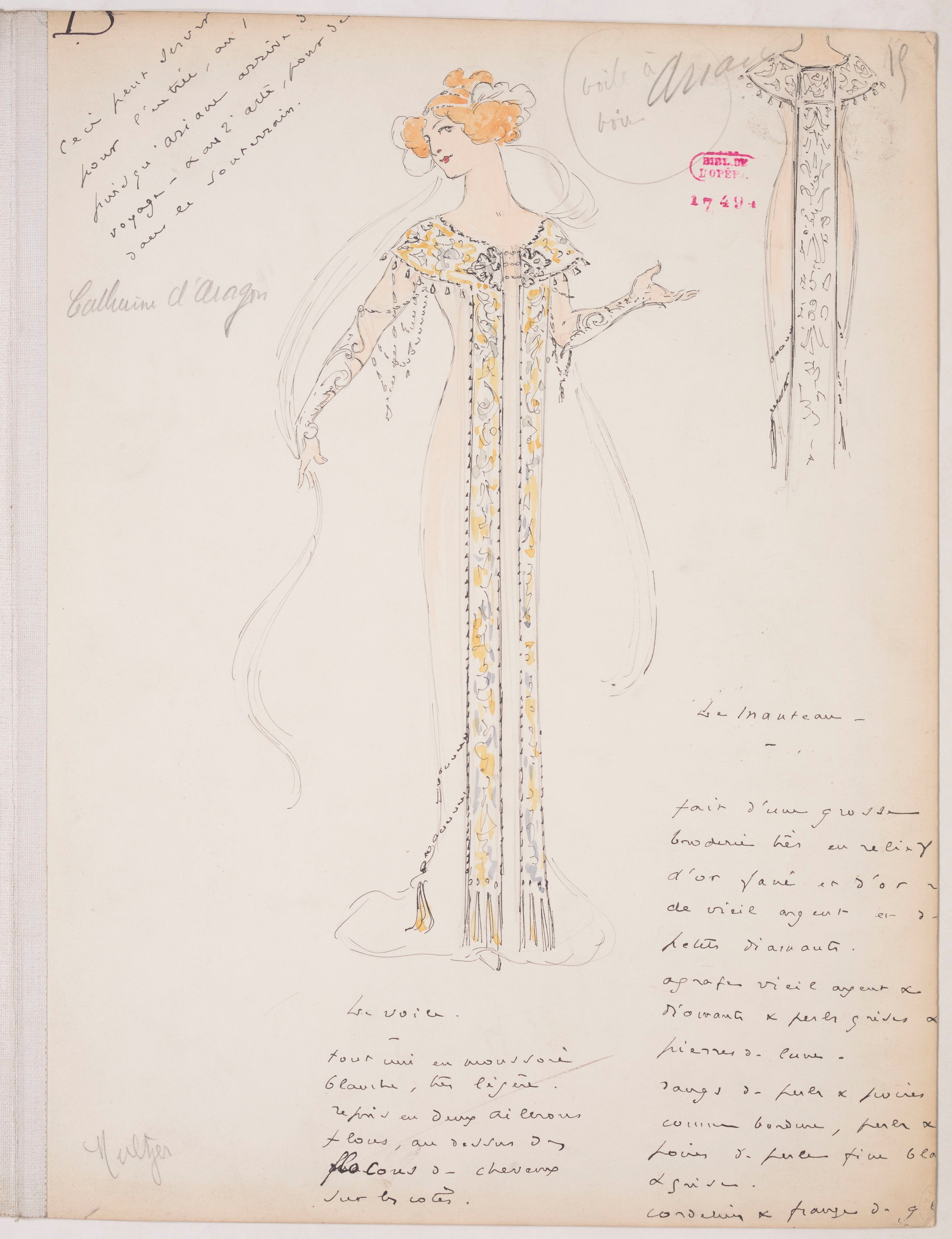
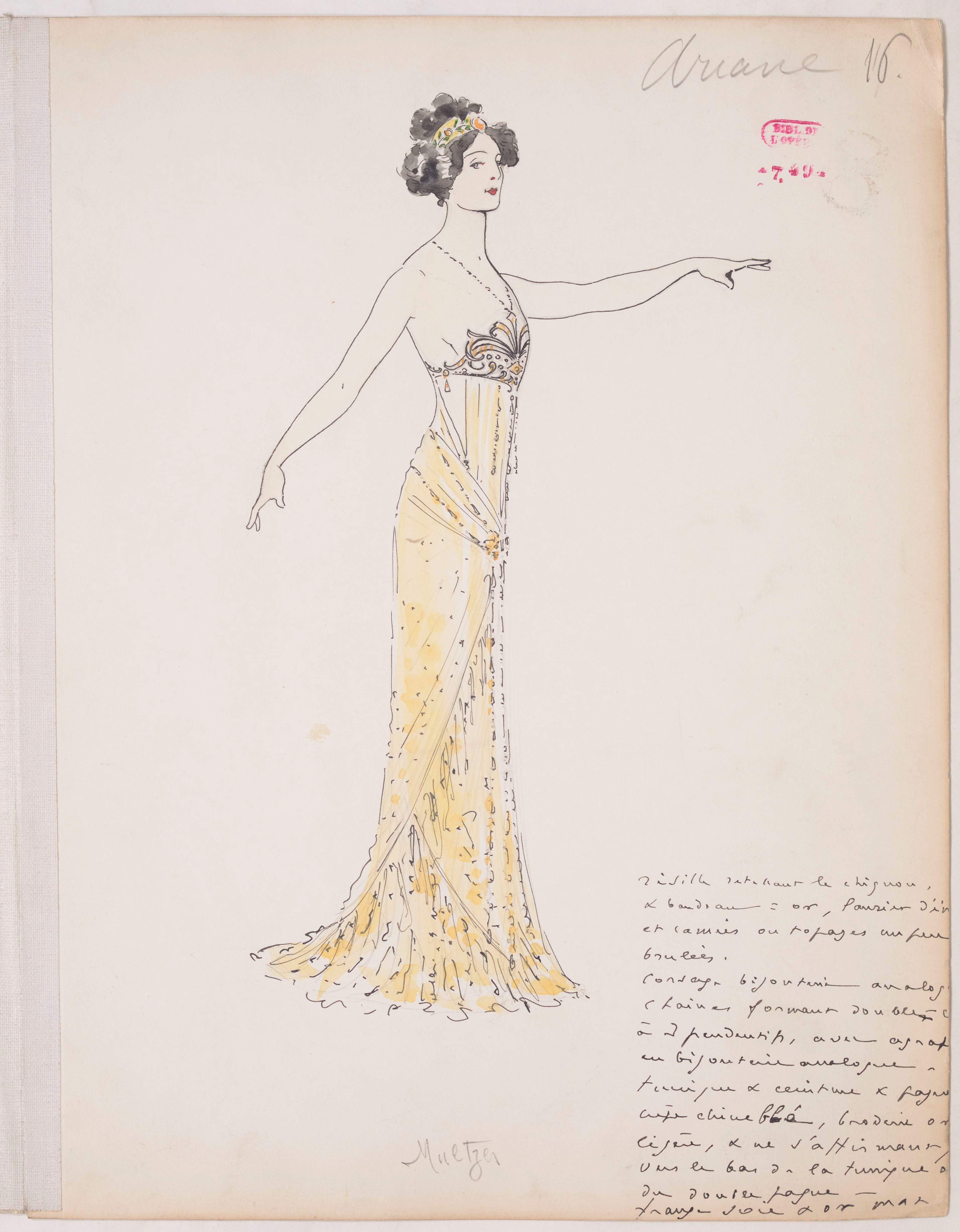